# Marcelo Antônio Guedes Filho
Marcelo Antônio Guedes Filho (São Vicente, 20 mei 1987) - alias Marcelo - is een Braziliaans betaald voetballer die doorgaans speelt als centrale verdediger. Hij tekende in juli 2017 bij Olympique Lyon, dat circa €7.000.000,- voor hem betaalde aan Beşiktaş. Marcelo droeg in 2007 vier keer het shirt van het Braziliaanse nationale elftal voor spelers tot twintig jaar.

## Clubcarrière
Marcelo komt uit de jeugdopleiding van Santos FC, waarvoor hij in 2007 ook debuteerde op het hoogste niveau. Dat jaar speelde hij in 25 wedstrijden van zijn club. In 2008 kwam Marcelo nog zestien keer uit voor Santos.
Daarna werd hij door regerend Pools landskampioen Wisła Kraków naar Europa gehaald. De club uit Krakau verlengde dat jaar de landstitel met Marcelo in 21 wedstrijden in de gelederen. Voor hem was dit zijn eerste titel bij de senioren.
Marcelo tekende op 8 juli 2010 een contract dat hem tot de zomer van 2013 verbond aan PSV, met daarin een optie om de verbintenis voor twee seizoen te verlengen.  De club betaalde ca. € 2.500.000 voor hem aan Wisła Kraków. Marcelo was de achttiende Braziliaanse voetballer die PSV in haar historie in de hoofdmacht opnam. Hij nam rugnummer 2 van Jan Kromkamp over en werd daarmee de tweede Braziliaan, na Vampeta, die het nummer droeg sinds het seizoen 1997/1998. Overigens was Marcelo de tweede Marcelo, die bij PSV speelde. In het seizoen 1996-1997 ging zijn landgenoot Marcelo Silva Ramos, die tevens de spelersnaam Marcelo gebruikte, hem voor.
Op 8 april won Marcelo zijn eerste prijs in Eindhovense dienst: de KNVB beker. In augustus won hij zijn tweede prijs, de Johan Cruijff Schaal. In dat duel scoorde hij wel een eigen doelpunt. Het seizoen erna kreeg hij rugnummer 4 en werd hij steevast opgesteld in de basiself. Desondanks was er regelmatig kritiek op de centrumverdediger. Op 3 oktober 2012 besloot PSV, in plaats van de tweejarige optie te lichten, een nieuw contract op te stellen, waardoor Marcelo tot 2016 vastlag.
In de zomer van 2013 versterkte PSV zich met Jeffrey Bruma en Karim Rekik. Marcelo werd hierop overbodig en tekende op 10 augustus een contract bij de Duitse middenmoter Hannover 96, dat ongeveer 2,5 miljoen euro voor de verdediger betaalde. PSV bedong tevens een doorverkooppercentage. Bij Hannover was Marcelo basisspeler. In zijn eerste twee seizoenen bij de club werd hij met zijn ploeggenoten tiende en dertiende in de Bundesliga en speelde hij zelf meer dan vijftig competitiewedstrijden. Marcelo verlengde in augustus 2015 zijn contract bij Hannover tot medio 2018. Een half jaar later verhuurde de club hem voor zes maanden aan Beşiktaş JK, dat daarbij een optie tot koop bedong. Hij eindigde het seizoen met de club als kampioen in de Süper Lig. Beşiktaş lichtte in juni 2016 de koopoptie in zijn contract en lijfde hem definitief in.

## Clubstatistieken
| Seizoen         | Club            | Competitie      | Wedstrijden | Doelpunten |
| --------------- | --------------- | --------------- | ----------- | ---------- |
| 2007            | Santos FC       | Série A         | 25          | 2          |
| 2008            | Santos FC       | Série A         | 16          | 0          |
| 2008/09         | Wisła Kraków    | Ekstraklasa     | 21          | 3          |
| 2009/10         | Wisła Kraków    | Ekstraklasa     | 27          | 7          |
| 2010/11         | PSV             | Eredivisie      | 28          | 2          |
| 2011/12         | PSV             | Eredivisie      | 31          | 2          |
| 2012/13         | PSV             | Eredivisie      | 32          | 1          |
| 2013/14         | Hannover 96     | Bundesliga      | 24          | 0          |
| 2014/15         | Hannover 96     | Bundesliga      | 34          | 2          |
| 2015/16         | Hannover 96     | Bundesliga      | 19          | 1          |
| 2015/16         | → Beşiktaş JK   | Süper Lig       | 14          | 2          |
| 2016/17         | Beşiktaş JK     | Süper Lig       | 32          | 3          |
| 2017/18         | Olympique Lyon  | Ligue 1         | 35          | 3          |
| 2018/19         | Olympique Lyon  | Ligue 1         | 33          | 0          |
| 2019/20         | Olympique Lyon  | Ligue 1         | 17          | 0          |
| 2020/21         | Olympique Lyon  | Ligue 1         | 34          | 3          |
| Carrière Totaal | Carrière Totaal | Carrière Totaal | 422         | 31         |

## Erelijst
| Competitie           |              |                  |              |              |
| Competitie           | Aantal       | Jaren            |              |              |
| Wisła Kraków         | Wisła Kraków | Wisła Kraków     | Wisła Kraków | Wisła Kraków |
| -------------------- | ------------ | ---------------- | ------------ | ------------ |
| Kampioen Ekstraklasa | 1x           | 2008/09          |              |              |
| PSV                  |              |                  |              |              |
| KNVB beker           | 1x           | 2011/12          |              |              |
| Johan Cruijff Schaal | 1x           | 2012             |              |              |
| Beşiktaş JK          |              |                  |              |              |
| Kampioen Süper Lig   | 2x           | 2015/16, 2016/17 |              |              |

## Privé
Marcelo werd in juni 2010 voor het eerst vader, van zoon Joga.